# كيم سو هي (مغنية)
كيم سو هي (بالكورية: 김소희)‏ هي مغنية كورية جنوبية، ولدت يوم 20 يناير 1995 في بوسان في كوريا الجنوبية.

## روابط خارجية
- Kim So-hee على موقع ميوزك برينز (الإنجليزية)
- Kim So-hee على موقع ديسكوغز (الإنجليزية)
- Kim So-hee على موقع ديسكوغز (الإنجليزية)